# Cryptobiose
Cryptobiose of schijndood is een overlevingsstrategie waarbij een organisme extreme omstandigheden, zoals zeer hoge of lage temperaturen, hevige droogte en zuurstoftekorten, overleeft. Het organisme kan overleven door het tijdelijk uitschakelen van zijn stofwisseling. In de cryptobiotische toestand stoppen alle meetbare metabolische processen, waardoor voortplanting, ontwikkeling en regeneratie van weefsels niet meer mogelijk zijn. Wanneer de omgevingscondities weer herbergzaam worden, zal het organisme terugkeren naar zijn metabolische staat van leven zoals die was voorafgaand aan de cryptobiose.
De term komt van de Griekse woorden kruptos (κρυπτός) dat 'verborgen' betekent en bios (βίος) 'leven'.